# Commander Keen (серія ігор)
Commander Keen — серія платформерів, розроблена компанією id Software.